# Liste de plantes cultivées
La liste des plantes cultivées recense les plantes cultivées par les humains dans le but de produire de l'alimentation, des plantes d'ornement, des matériaux de construction (bois, paille), de l'énergie (bois de feu, éthanol, biogazole), des fibres (fibres textiles, matériaux d'isolation), des médicaments et des drogues récréatives (plantes médicinales, plantes psychotropes).
- Haut – A
- B
- C
- D
- E
- F
- G
- H
- I
- J
- K
- L
- M
- N
- O
- P
- Q
- R
- S
- T
- U
- V
- W
- X
- Y
- Z

## A
- Abricotier
- Acacia
- Ail
- Amandier
- Amande de terre
- Ananas
- Anis
- Arachide
- Artichaut
- Asperge
- Aubergine
- Avocatier
- Avoine

- Haut – A
- B
- C
- D
- E
- F
- G
- H
- I
- J
- K
- L
- M
- N
- O
- P
- Q
- R
- S
- T
- U
- V
- W
- X
- Y
- Z

## B
- Bananier
- Basilic
- Bergamotier
- Betterave
- Blé dur
- Blé tendre
- Brocoli

- Haut – A
- B
- C
- D
- E
- F
- G
- H
- I
- J
- K
- L
- M
- N
- O
- P
- Q
- R
- S
- T
- U
- V
- W
- X
- Y
- Z

## C
- Cacaoyer
- Caféier
- Cannelier
- Capucine
- Cardon
- Carotte
- Caroubier
- Cassissier
- Céleri
- Cerfeuil
- Cerisier
- Chanvre
- Chicorée
- Chicon
- Chou
- Chou-fleur
- Ciboule
- Ciboulette
- Citronnier
- Citrouille
- Clémentine
- Coca (Cocaïer)
- Cocotier
- Coing (Cognassier)
- Coloquinte
- Cola (Colatier)
- Colza
- Concombre
- Coriandre
- Cotonnier
- Courgette
- Cresson
- Cumin
- Cyprès

- Haut – A
- B
- C
- D
- E
- F
- G
- H
- I
- J
- K
- L
- M
- N
- O
- P
- Q
- R
- S
- T
- U
- V
- W
- X
- Y
- Z

## D
- Dattier

- Haut – A
- B
- C
- D
- E
- F
- G
- H
- I
- J
- K
- L
- M
- N
- O
- P
- Q
- R
- S
- T
- U
- V
- W
- X
- Y
- Z

## E
- Endive
- Épinard
- Estragon
- Épeautre
- Engrain

- Haut – A
- B
- C
- D
- E
- F
- G
- H
- I
- J
- K
- L
- M
- N
- O
- P
- Q
- R
- S
- T
- U
- V
- W
- X
- Y
- Z

## F
- Fraisier
- Framboisier
- Figuier

- Haut – A
- B
- C
- D
- E
- F
- G
- H
- I
- J
- K
- L
- M
- N
- O
- P
- Q
- R
- S
- T
- U
- V
- W
- X
- Y
- Z

## G
- Géranium
- Gentiane
- Gingembre
- Ginseng
- Goyavier
- Grenadier
- Groseille
- Guarana
- Guimauve

- Haut – A
- B
- C
- D
- E
- F
- G
- H
- I
- J
- K
- L
- M
- N
- O
- P
- Q
- R
- S
- T
- U
- V
- W
- X
- Y
- Z

## H
- Houblon
- Haricot

- Haut – A
- B
- C
- D
- E
- F
- G
- H
- I
- J
- K
- L
- M
- N
- O
- P
- Q
- R
- S
- T
- U
- V
- W
- X
- Y
- Z

## I
- Iris

- Haut – A
- B
- C
- D
- E
- F
- G
- H
- I
- J
- K
- L
- M
- N
- O
- P
- Q
- R
- S
- T
- U
- V
- W
- X
- Y
- Z

## J
- Jasmin

- Haut – A
- B
- C
- D
- E
- F
- G
- H
- I
- J
- K
- L
- M
- N
- O
- P
- Q
- R
- S
- T
- U
- V
- W
- X
- Y
- Z

## K
- Kaki
- Kiwi
- Kola

- Haut – A
- B
- C
- D
- E
- F
- G
- H
- I
- J
- K
- L
- M
- N
- O
- P
- Q
- R
- S
- T
- U
- V
- W
- X
- Y
- Z

## L
- Laitue
- Laurier
- Lavande
- Lentille cultivée
- Lilas commun
- Lin
- Lis blanc
- Litchi
- Lupin
- Luzerne
- Lys

- Haut – A
- B
- C
- D
- E
- F
- G
- H
- I
- J
- K
- L
- M
- N
- O
- P
- Q
- R
- S
- T
- U
- V
- W
- X
- Y
- Z

## M
- Mâche
- Maïs (Doux, Ensilage ou Grain)
- Mandarinier
- Mangue
- Manioc
- Melon
- Menthe
- Mil
- Millet
- Moutarde
- Mûrier
- Muscadier

- Haut – A
- B
- C
- D
- E
- F
- G
- H
- I
- J
- K
- L
- M
- N
- O
- P
- Q
- R
- S
- T
- U
- V
- W
- X
- Y
- Z

## N
- Navet
- Navette d'hiver
- Navette d'été
- Noisetier
- Noyer
- Niébé

- Haut – A
- B
- C
- D
- E
- F
- G
- H
- I
- J
- K
- L
- M
- N
- O
- P
- Q
- R
- S
- T
- U
- V
- W
- X
- Y
- Z

## O
- Œillette
- Oignon
- Olivier
- Oranger
- Orchidée
- Orge
- Origan

- Haut – A
- B
- C
- D
- E
- F
- G
- H
- I
- J
- K
- L
- M
- N
- O
- P
- Q
- R
- S
- T
- U
- V
- W
- X
- Y
- Z

## P
- Pastèque
- Patate douce
- Pavot
- Pêcher
- Persil
- Piment
- Pivoine
- Poireau
- Poirier commun
- Pois
- Poivrier
- Poivron
- Pomme de terre
- Pommier
- Potiron
- Prunier

- Haut – A
- B
- C
- D
- E
- F
- G
- H
- I
- J
- K
- L
- M
- N
- O
- P
- Q
- R
- S
- T
- U
- V
- W
- X
- Y
- Z

## R
- Radis
- Raifort
- Rhubarbe
- Ricin
- Riz
- Roquette
- Rosier
- Rutabaga

- Haut – A
- B
- C
- D
- E
- F
- G
- H
- I
- J
- K
- L
- M
- N
- O
- P
- Q
- R
- S
- T
- U
- V
- W
- X
- Y
- Z

## S
- Safran
- Salade
- Salsifis
- Sarrasin
- Scorsonère
- Seigle
- Sésame
- Sorgho
- Souchet
- Souci

- Haut – A
- B
- C
- D
- E
- F
- G
- H
- I
- J
- K
- L
- M
- N
- O
- P
- Q
- R
- S
- T
- U
- V
- W
- X
- Y
- Z

## T
- Thé
- Thuya
- Tomate
- Topinambour
- Trèfle
- Tulipe
- Thym
- Tournesol
- Triticale
- Tilleul

- Haut – A
- B
- C
- D
- E
- F
- G
- H
- I
- J
- K
- L
- M
- N
- O
- P
- Q
- R
- S
- T
- U
- V
- W
- X
- Y
- Z

## V
- Vanille
- Verveine
- Vigne

- Haut – A
- B
- C
- D
- E
- F
- G
- H
- I
- J
- K
- L
- M
- N
- O
- P
- Q
- R
- S
- T
- U
- V
- W
- X
- Y
- Z